# محک‌زنی
محک‌زنی (به انگلیسی: Benchmarking) آزمونی برای توان پردازش سامانهٔ رایانه‌ای، شامل سخت‌افزار و نرم‌افزار است که با برنامه‌های استاندارد دقت، سرعت، کارایی، قابلیت اطمینان و هزینه را سنجش و اندازه گیری می‌کند.

## انواع محک‌زنی رایانه‌ای
محک‌زنی در شاخه‌های فراوانی قرار میگیرد تا به اندازه گیری سیستم های مختلف رایانه ای بپردازد.
نوع سنجش و معیار تعیین شده برای بررسی کیفیت عملکرد مولفه یا دستگاهی خاص، می‌تواند یک معیار کمّی جهت فهم دقیق‌تر جایگاه آن محصول در میان رقبا به ما بدهد. محک‌زنی‌ها انواع مختلف دارند که در ادامه به 4 دسته مختلف و مهم از آنها اشاره می‌کنیم:
- گوشی هوشمند
- لپ‌تاپ
- کامپیوتر
- دوربین

### محک‌زنی گوشی هوشمند
این محک زنی در راستای اندازه گیری پردازنده، دوربین، عمر باتری، صفحه نمایش برای هر موبایلی اندازه گیری میشود و نتایج آنها اعلام و مقایسه میشود.
عموما برای خرید یک تلفن هوشمند در بازار پررقابت امروزی، فارغ از جنبه مادی که البته یک فاکتور مهم در انتخاب و تصمیم‌گیری افراد محسوب می‌شود، عوامل دیگری هچمون عملکرد پردازنده دستگاه، صفحه نمایش، دوربین، عمر باتری و … می‌توانند نقش مهمی در انتخاب ما و در نهایت خرید یک تلفن هوشمند داشته باشند. امروزه، اکثر این گجتهای دوست داشتنی، از لحاظ طراحی ظاهری، شباهت بسیاری با یکدیگر دارند؛ هرچند که توسط برندهای متفاوتی ارائه شده‌اند اما با این‌حال، طراحی کلی تلفن‌های هوشمند رده بالا و میان‌رده، به یک سمت و سو رفته و در نهایت، انتخاب برای کاربران به کاری دشوار و سخت تبدیل شده است.
در چنین شرایطی، مهم‌ترین عاملی که می‌تواند به ما دلیلی محکم برای خرید یک تلفن هوشمند دهد، ارزیابی معیارهای محک‌زنی است که دیدگاه صحیحی از عملکرد کلی و همچنین عملکرد جزئیات یک دستگاه ارائه می‌دهد. محک‌زنی گوشی هوشمند یا به عبارتی Smartphone Benchmarking، مجموعه‌ای از آزمون‌های مختلف مانندAnTuTu، GeekBench، GFXBench، 3DMark، DXOMark و … است که هریک از آنها به بررسی و ارزیابی عملکرد قسمت‌های مختلف تلفن هوشمند پرداخته و به آن امتیاز می‌دهد. بر اساس این امتیازات، شما می‌توانید بهترین انتخاب را با توجه به بودجه‌ای که در نظر گرفته‌اید، داشته باشید. در ادامه به معرفی هر یک از این آزمون‌ها خواهیم پرداخت.
همانطور که اشاره کردیم، برای بررسی و ارزیابی یک تلفن هوشمند، می‌توان بخش‌های مختلف دستگاه را توسط آزمون‌هایی که برای این منظور در نظر گرفته شده‌اند، مورد ارزیابی قرار داد. برخی از این آزمون‌ها توسط یک سری نرم‌افزارهای محک‌زنیینگ و برخی از آنها نیز توسط دستگاه‌های مخصوص و در شرایطی شبیه سازی شده، انجام می‌شوند. به طور کلی، در خصوص یک تلفن هوشمند، صفحه نمایش، عملکرد پردازنده، دوربین، صدا و باتری از مهم‌ترین قسمت‌هایی هستند که باید مورد ارزیابی قرار گیرند تا بتوانیم در نهایت تصمیم درستی در مورد عملکرد کلی آن محصول بگیریم.

### محک‌زنی لپ‌تاپ و کامپیوتر
دریافت اطلاعات و تست محک‌زنی لپ‌تاپ و کامپیوتر بیشتر برای افراد گیمر اهمیت دارد و توسط ابزار، وابنچ (NovaBench) و گیکبنچ (GeekBench) اندازه گیری می شود.
محک‌زنی کامپیوتر و لپ‌تاپ، کمی متفاوت از تلفن هوشمند است؛ کامپیوتر و لپ‌تاپ از قطعات مختلفی تشکیل شده‌اند که هریک از آنها به تنهایی مورد ارزیابی قرار خواهند گرفت و بر اساس آن امتیازات، می‌توانید در مورد محصول مورد نظر، تصمیم گیری کنید. محک‌زنیینگ، یکی از معتبرترین روش‌هایی است که می‌توانید نقاط قوت و ضعف کامپیوتر یا لپ‌تاپ خود را متوجه شوید. حتما برای شما هم پیش آمده که عملکرد لپ‌تاپ یا کامپیوتر شما دچار ضعف و یا کندی شده اما دلیل آن را متوجه نشده‌اید؛ با اجرای یک تست محک‌زنی بر روی سیستم خود، می‌توانید از نحوه عملکرد اجزای سیستم مطلع شوید.
محک‌زنیینگ لپ‌تاپ یا کامپیوتر، بیشتر در میان گیمرها رواج دارد اما شاید وقت آن رسیده تا کاربران عادی هم عملکرد سیستم خود را مورد ارزیابی قرار دهند. برای محک‌زنیینگ لپ‌تاپ یا کامپیوتر (که از این پس آنها را با عنوان «سیستم» یاد می‌کنیم) دو نوع محک‌زنی وجود دارد: واقعی و مصنوعی؛ همانطور که در مبحث محک‌زنی تلفن‌های هوشمند اشاره کردیم، برخی از آزمون‌های محک‌زنی، عملکرد سیستم را در دنیای واقعی بررسی می‌کنند مانند زمان اجرای یک برنامه یا رندر گرفتن؛ اما برخی از آزمون‌ها هم هستند که با شبیه سازی شرایطی که بیشترین فشار ممکن به سیستم وارد می‌شود، عملکرد اجزا را بررسی می‌کنند.

### محک‌زنی دوربین
محک‌زنی، به معنای ارزیابی و سنجش عملکرد یک محصول، یک پروژه و یا یک سازمان است. دوربین‌ها، یکی دیگر از لوازم دیجیتالی هستند که تمایل افراد به خرید آنها زیاد بوده و در برابر هزینه‌ای که می‌کنند، انتظار خرید دوربینی با عملکردی متناسب دارند. DXOMark یکی از مراجع معتبری است که به بررسی دوربین‌های مختلف و البته از برندها شناخته شده می‌پردازد. 

#### تست محک‌زنی DXOMark
محک‌زنی دوربین توسط ابزار DXOMark  محاسبه میشود که برای بررسی 3 بخش پرتره، لند اسکیپ و نور کم به کار میرود و به پرداخت امتیاز میپردازد.
DXOMark یک وب سایت تخصصی جهت بررسی کیفیت و عملکرد دوربین دستگاه‌های مختلف، اعم از دوربین تلفن‌های هوشمند، دوربین‌های دیجیتال و لنز دستگاه‌هایی که دارای دوربین هستند، برعهده دارد. امتیاز کلی DxoMark شامل سه بخش است:
عمق رنگ برای عکاسی پرتره
محدوده داینامیک برای محدوده Landscape
بررسی عملکرد دوربین در نور کم
DXOMark خود شامل آزمون‌های مختلفی در قسمت عکس و فیلم می‌شود. این آزمون‌ها، جزئیات دوربین را در ثبت تصویر و ضبط فیلم بررسی کرده و به هریک از آنها، امتیازی اختصاص می‌دهند. مواردی مانند کنتراست، فوکوس خودکار، نویز، فلش، زوم، بوکه و لرزش در این آزمون بررسی و امتیاز داده خواهند شد.
از موارد دیگری که در سنجش عملکرد و کیفیت دوربین تلفن‌های هوشمند مورد ارزیابی قرار می‌گیرد، سرعت ثبت تصویر در حالت عادی و HDR است که بر حسب ثانیه بوده و هرچه این میزان کمتر باشد، دوربین سریع‌تر عمل می‌کند.